# Adolphe-Félix Cals

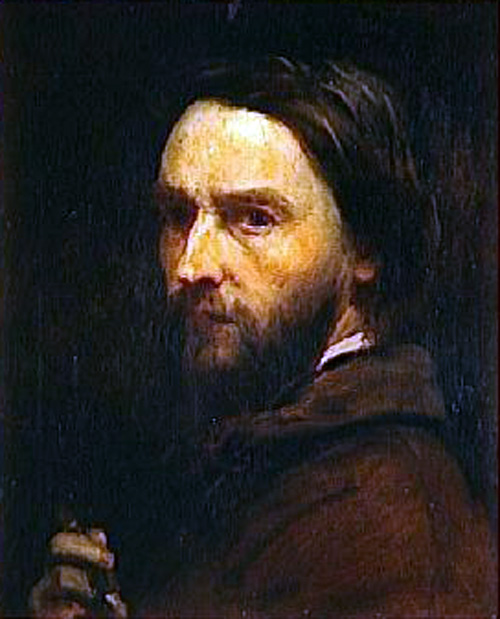
Adolphe-Félix Cals, självporträtt.

Adolphe-Félix Cals, född den 17 oktober 1810 i Paris, död den 3 oktober 1880 i Honfleur (Calvados), var en fransk målare.
Cals utbildade sig under Léon Cogniet som lärare. Vid sin debut på salongen 1835 uppmärksammades han inte. Senare fick publiken smak för hans bilder, som i anslutning till Chardin och med impressionistisk stil skildrar scener ur arbetares och fiskares liv.